# Ariajasuru Hasegawa
Ariajasuru Hasegawa (長谷川 アーリアジャスール, Hasegawa Ariajasuru) est un footballeur japonais né le 29 octobre 1988.